# 포천비행장
포천비행장(抱川飛行場 , G-217, IATA:QJP, ICAO:RKRO)은 경기도 포천시 자작동에 있는 비행장이다.

## 고도제한 완화 문제
2013년에 고도제한이 완화됐다.

## 민간 개항 문제
포천시는 수도권 동부와 북부에서 유일하게 지형적으로 공항 개설이 가능한 지역이고 의정부시, 양주시, 동두천시, 철원군 지역의 인구를 합치면 200만명이 넘지만 남북 분단과 군사 대치의 현실로 공항 개설이 어렵다. 휴전선에서 남쪽 10km까지 민간비행금지구역으로 지정되어있고 군부대가 주둔중이기 때문이다.
하지만 타당성이 충분하여 공항 건설이 추진되고 있다.

## 같이 보기
- 서산비행장
- 이천비행장